# Aerofilatelia

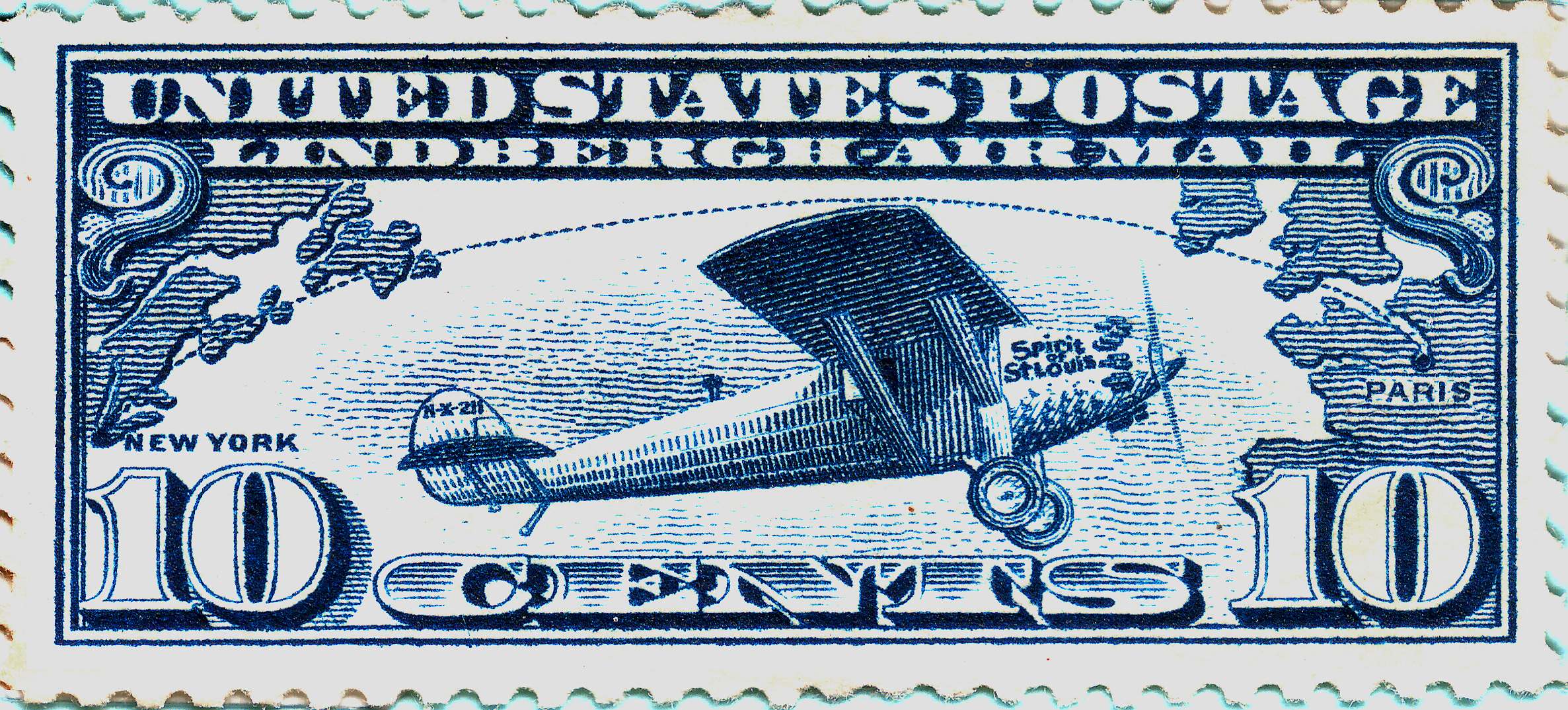
Cédula em homenagem ao correio aéreo

A Aerofilatelia é o ramo da filatelia que se especializa no estudo do correio aéreo. Os filatelistas que se dedicam à aerofilatelia estudam o desenvolvimento do transporte de correio por via aérea, desde os seus primórdios.
No âmbito da aerofilatelia cabem:
- selos de correio aéreo, tanto oficiais como não oficiais
- outros tipos de etiquetas de franquia de correio aéreo
- documentos postais enviados por via aérea
- marcas postais relacionadas com o transporte aéreo
- tarifas e rotas, em especial os primeiros voos e outros voos "especiais"
- correio recuperado de acidentes aéreos e outros incidentes (crash covers)

Sendo que a maioria do estudo do correio aéreo diz respeito ao transporte em aviões de asa fixa, os campos de correio por balão, dirigível, zepelim, míssil, e foguetão são sub-especialidades activas. A astrofilatelia, o estudo do correio no espaço, é também uma área relacionada, mas que ganhou categoria separada.
Os aerofilatelistas criaram um largo número de organizações no mundo inteiro, muitas das quais publicam um variado número de publicações especializadas. A FISA (Federação Internacional de Sociedades Aerofilatélicas) é a organização coordenadora da aerofilatelia a nível mundial.

## Organizações
- FISA